# Tanush Thopia I.
Tanush Thopia I. (auch Tanussio Thopia; † nach 1338) war ein albanischer Adliger und wurde Feudalherr der Länder zwischen den Flüssen Mat und Shkumbin. Von etwa 1328 bis zu seinem Tod herrschte er über die Landschaft Mat, deren Besitz als Grafschaft ihm noch 1338 durch König Robert von Neapel urkundlich bestätigt worden war.
Im Namen der Herzöge von Durazzo aus dem Anjou verteidigte Tanush das Fürstentum Albanien, das
der Eroberung des serbischen Königs Stefan Uroš IV. Dušan entgangen war.
Erbe des Tanush war Andreas Thopia – es ist unklar, ob dieser dessen Sohn oder Bruder gewesen ist.